# Stadion Pod Vrmcem
El Stadion Pod Vrmcem es un estadio de fútbol situado en la localidad de Kotor, en la zona suroeste de Montenegro dispone de césped natural con unas dimensiones de 105 x 70 metros y una capacidad aproximada de 5000 espectadores que se ubican en las pequeñas gradas de las que dispone el recinto.